# Lac Noir (Saint-Jean-de-Matha)
Pour les articles homonymes, voir Lac Noir et Noir.
Le lac Noir est un plan d'eau douce des rangs de Sainte-Marie et de Saint-Joseph de la municipalité de Saint-Jean-de-Matha, ainsi que du 10e rang de Saint-Damien, dans la municipalité régionale de comté (MRC) de Matawinie, dans la région administrative de Lanaudière, au Québec, au Canada.
La villégiature est très développée tout autour du lac, autour lac Rond et sur le parcours de la rivière Noire (Matawinie).

## Géographie
Les principaux bassins versants voisins du lac Noir sont :
- à l'ouest : décharge du lac Wigwan qui coule vers le sud-est en recueillant le cours d'eau Bélanger lequel coule vers l'ouest. La décharge du lac Wigwan est un affluent de la rivière Noire (Matawinie) ;
- au nord-ouest : la rivière Noire (Matawinie) qui se déverse dans le lac Noire ;
- au nord-est : la rivière Matambin qui prend sa source au lac Migué, se déverse dans le lac Matabmin et coule vers l'est pour aller se déverser sur la rive ouest du Lac Maskinongé ;
- au sud-est : la rivière Berthier dont le plan d'eau principal est le lac Berthier.

La partie principale du village de Saint-Jean-de-Matha est situé au sud-ouest du lac Noir. Un hameau important est situé à l'Anse-à-Baril au nord du lac.
La rivière Noire (Matawinie) qui coule du nord se déverse dans le lac Noir sur la rive ouest. Elle traverse le lac Noir vers le sud sur 2,4 km et 0,5 km dans la baie au sud du lac Noir, jusqu'au pont routier au village de Saint-Jean-de-Matha. L'embouchure du lac est situé dans le rang Abbott. La rivière poursuit son cours vers le sud-ouest sur 10,9 km pour aller se déverser dans la rivière L'Assomption.

## Toponymie
Le toponyme "lac Noir" a été officialisé le 5 décembre 1968 à la Banque des noms de lieux de la Commission de toponymie du Québec.